# Liste des députés de la Communauté germanophone de Belgique (2009-2014)
Pour les articles homonymes, voir Liste des députés de la Communauté germanophone de Belgique.
La liste des députés pour la législature 2009-2014 au Parlement de la Communauté germanophone de Belgique se compose comme suit.
Dont un sera () sénateur de communauté au sénat de Belgique.

## Bureau

### Président
- Alexander Miesen (21-1-2013) (PFF)

### Vice-présidents
1. Patricia Creutz-Vilvoye (CSP)
2. Charles Servaty (SP)
3. Lydia Klinkenberg (ProDG)
4. Karl-Heinz Braun (ECOLO)

### Secrétaires
1. Resi Stoffels (SP)
2. Pascal Arimont (CSP)

## Membres élus directement

### Groupe CSP
1. Pascal Arimont, chef de groupe
2. Patricia Creutz-Vilvoye
3. Herbert Grommes
4. René Chaineux (06-2010) remplace Christian Krings
5. Luc Frank (10-2009) remplace Joseph Maraite
6. Patrick Meyer
7. Gabriele Thiemann-Heinen remplace Mathieu Grosch[1]

### Groupe SP
1. Charles Servaty, chef de groupe
2. Nadine Rotheudt remplace Karl-Heinz Lambertz[2]
3. Louis Siquet ( depuis 2010)
4. Erwin Klinkenberg remplace Edmund Stoffels[3]
5. Resi Stoffels

### Groupe PFF
1. Ferdel Schröder, chef de groupe (décédé, remplacé en 2013 par Jennifer Baltus-Möres)
2. Bernard Collas ( jusque fin 2009)
3. Emil Dannemark remplace Kattrin Jadin[4]
4. Hans-Dieter Laschet remplace Isabelle Weykmans[2]

### Groupe ProDG
1. Gerhard Palm, chef de groupe remplace Harald Mollers[2]
2. Lydia Klinkenberg
3. Petra Schmitz remplace Oliver Paasch[2]
4. Alfons Velz

### Groupe Ecolo
1. Franziska Franzen, chef de groupe
2. Roswitha Arens
3. Karl-Heinz Braun

### Groupe Vivant
1. Michael Balter, chef de groupe
2. Alain Mertes remplace Gabriele Kringels

## Mandataires avec voix consultative
- Monika Dethier-Neumann (Ecolo) (depuis 2004)
- Daniel Franzen (CSP) (depuis 2012)
- Mathieu Grosch (CSP)
- Evelyn Jadin (PFF) (depuis 2012)
- Kattrin Jadin (PFF) (depuis 2006)
- Alfred Mockel (Ecolo) (depuis 2012)
- Alfred Ossemann (SP) (depuis 2012)
- Edmund Stoffels (SP)